# Los huéspedes del orbe
Los huéspedes del orbe —también bajo el nombre de Enjambre y Los huéspedes del orbe— se trata del cuarto álbum de estudio de la banda mexicana Enjambre.  Se lanzó en el 7 de septiembre de 2012. Fue escrito en su mayoría por el vocalista Luis Humberto Navejas, aunque también cuenta con las participaciones de Julián y Rafael Navejas.
Se compone de catorce canciones originales, del cual se extrajeron sencillos como «Somos ajenos», «Cámara de faltas» y «Elemento». Se distribuyó por EMI Music México. A Los huéspedes del orbe se le otorgó disco de platino por más de 60 000 copias vendidas por la Asociación Mexicana de Productores de Fonogramas y Videogramas (AMPROFON).

## Antecedentes
El sencillo «Somos ajenos» fue el primer lanzamiento y fue producido por Julián Navejas. Temas como «Elemento», «Cámara de faltas» y «Viceversa» llevaron al grupo a presentarse en lugares como el Auditorio Nacional de la Ciudad de México.
Para grabar Los huéspedes del orbe, todos los integrantes de la banda viajaron a Texas, específicamente al estudio Sonic Ranch, donde conocieron al productor inglés Stephen Short. El disco está influenciado por la música de los años 60 y 70, en particular el rock progresivo y el uso de sintetizadores. El arte visual, fue creado por Rafael y Luis, quienes se inspiraron en cómics como Kalimán, Blue Demon, El libro vaquero y The Hardy Boys. Para iniciar su promoción, realizaron diversas presentaciones, incluyendo una en el Festival Internacional Cervantino de Guanajuato.

## Recepción
En el sitio web Rate Your Music recibió una puntuación de 3.67 sobre 5 estrellas.

## Lista de canciones
| N.º   | Título             | Escritor(es)                   | Duración |  |
| 1.    | «Reflejo»          | Luis Humberto Navejas          | 4:13     |  |
| 2.    | «Cámara de faltas» | Luis Humberto Navejas          | 3:43     |  |
| 3.    | «Homografobia»     | Luis Humberto Navejas          | 2:41     |  |
| 4.    | «Falacia»          | Luis Humberto Navejas          | 2:41     |  |
| 5.    | «La ley y ladilla» | Luis Humberto Navejas          | 3:29     |  |
| 6.    | «Viceversa»        | Luis Humberto Navejas          | 3:38     |  |
| 7.    | «El ordinario»     | Luis Humberto Navejas          | 3:01     |  |
| 8.    | «... del orbe»     | Luis Humberto Navejas          | 1:48     |  |
| 9.    | «Somos ajenos»     | Luis Humberto · Julián Navejas | 3:24     |  |
| 10.   | «Alicia»           | Julián Navejas                 | 3:23     |  |
| 11.   | «Maleable»         | Luis Humberto Navejas          | 3:21     |  |
| 12.   | «Elemento»         | Luis Humberto Navejas          | 3:26     |  |
| 13.   | «Transeúnte»       | Rafael Navejas                 | 3:21     |  |
| 14.   | «Egohisteria»      | Luis Humberto Navejas          | 3:47     |  |
| 45:56 |                    |                                |          |  |

| Edición especial |                                                          |          |  |
| N.º              | Título                                                   | Duración |  |
| 15.              | «Somos ajenos (En vivo desde el auditorio nacional)»     | 3:55     |  |
| 16.              | «Cámara de faltas (En vivo desde el auditorio nacional)» | 4:07     |  |
| 17.              | «Elemento (En vivo desde el auditorio nacional)»         | 4:18     |  |

## Certificaciones
| País   | Organismo certificador | Certificación | Ventas certificadas | Ref.  |
| ------ | ---------------------- | ------------- | ------------------- | ----- |
| México | AMPROFON               | Platino       | 60 000              | [ 8 ] |

## Historial de lanzamiento
| País   | Fecha                   | Formato(s)            | Sello                  | Ref.  |
| ------ | ----------------------- | --------------------- | ---------------------- | ----- |
| México | 7 de septiembre de 2012 | CD + Descarga digital | Universal Music México | [ 9 ] |